# Снек (місто)
Снек (нід. Sneek, нід. вимова: [sneːk] ( прослухати)) — місто в нідерландській провінції Фрисландія. Адміністративний центр муніципалітету Південно-Західна Фрисландія.
Його площа становить 34,04км², а населення станом на 2021 рік складало 34 485 осіб.
Раніше мало статус окремого муніципалітету.

## Визначні уродженці
- Віллем де Сіттер (1872 – 1934) — нідерландський математик, фізик і астроном
- Роналд Зоодсма (нар. 1966) — нідерландський волейбольний тренер, колишній волейболіст
- Нік де Вріс (нар. 1995) — нідерландський гонщик, який виступав у Формулі-1

## Галерея

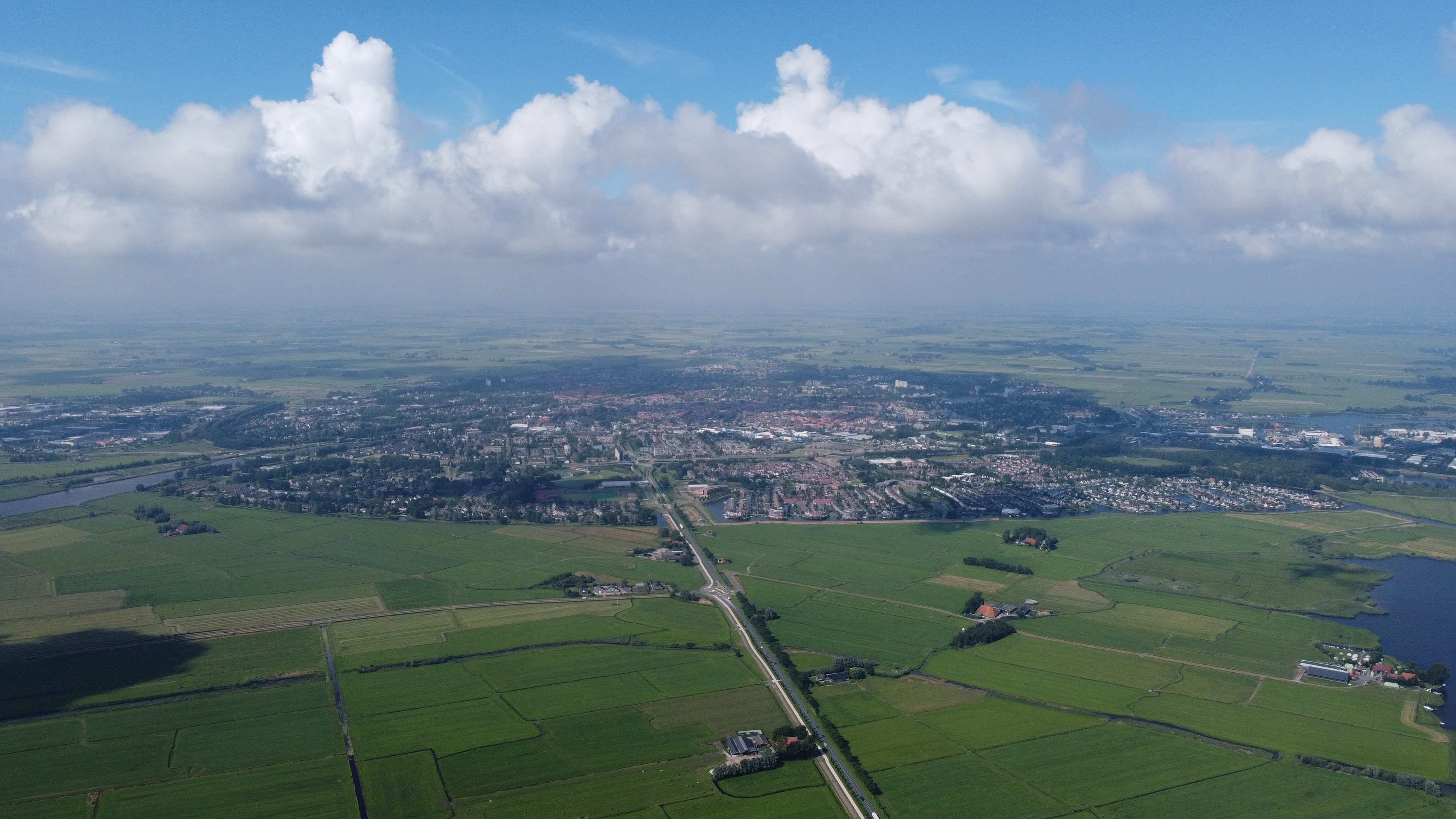
Снек згори (2022)
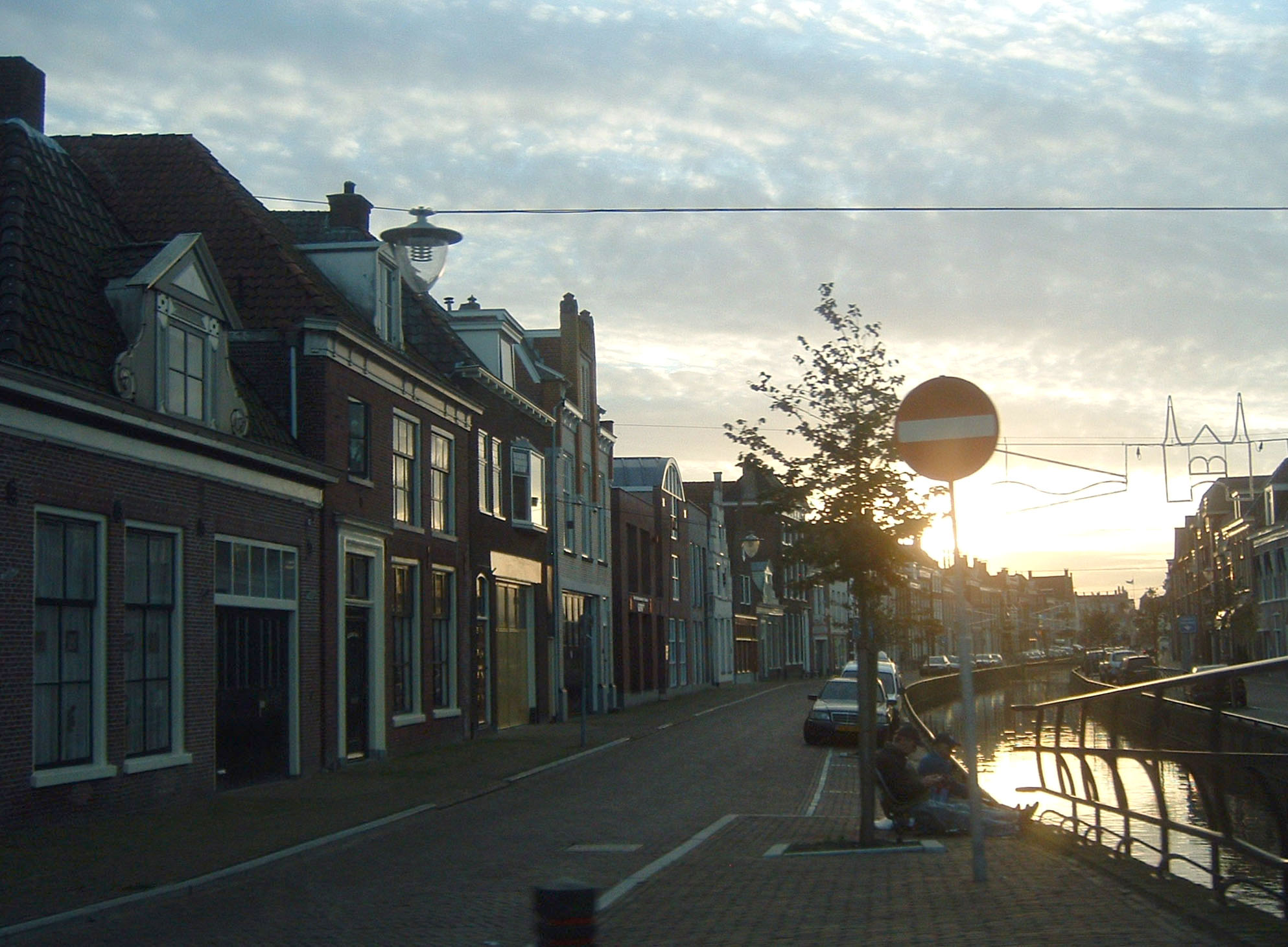
Канал Kleinzand (2006)
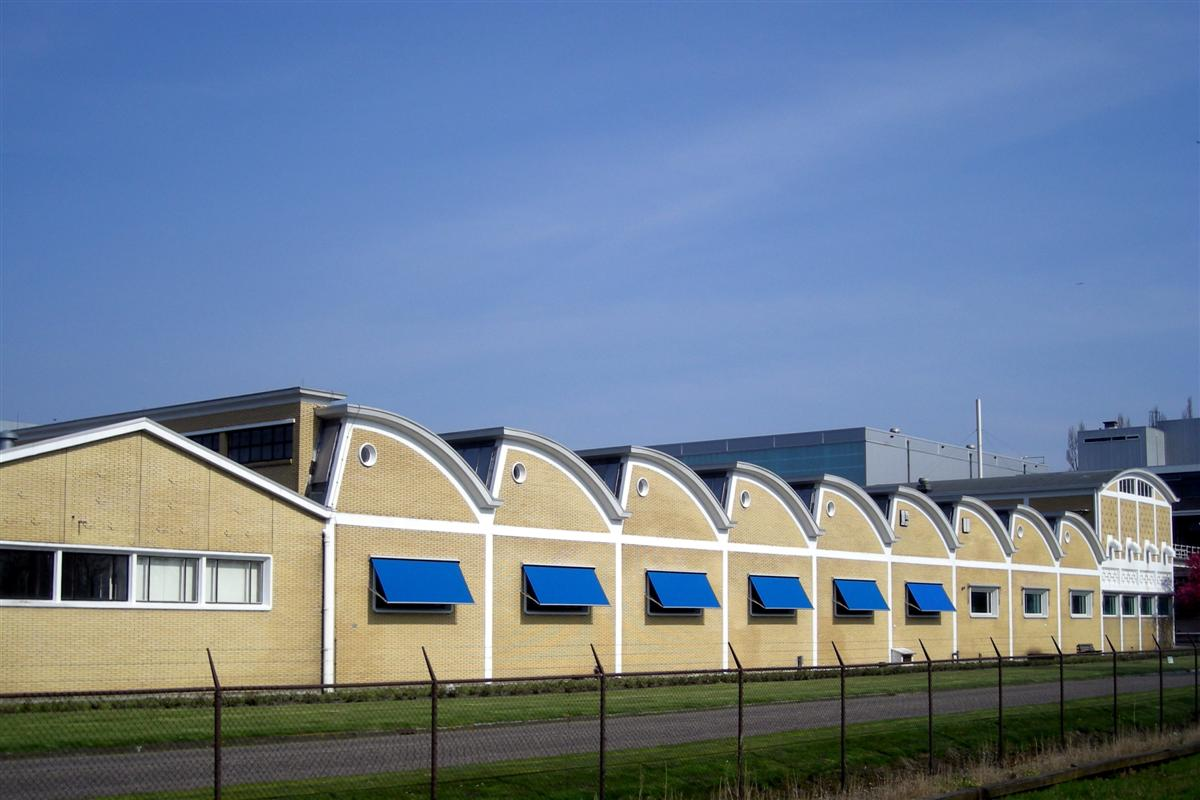
Фабрика в Снеку
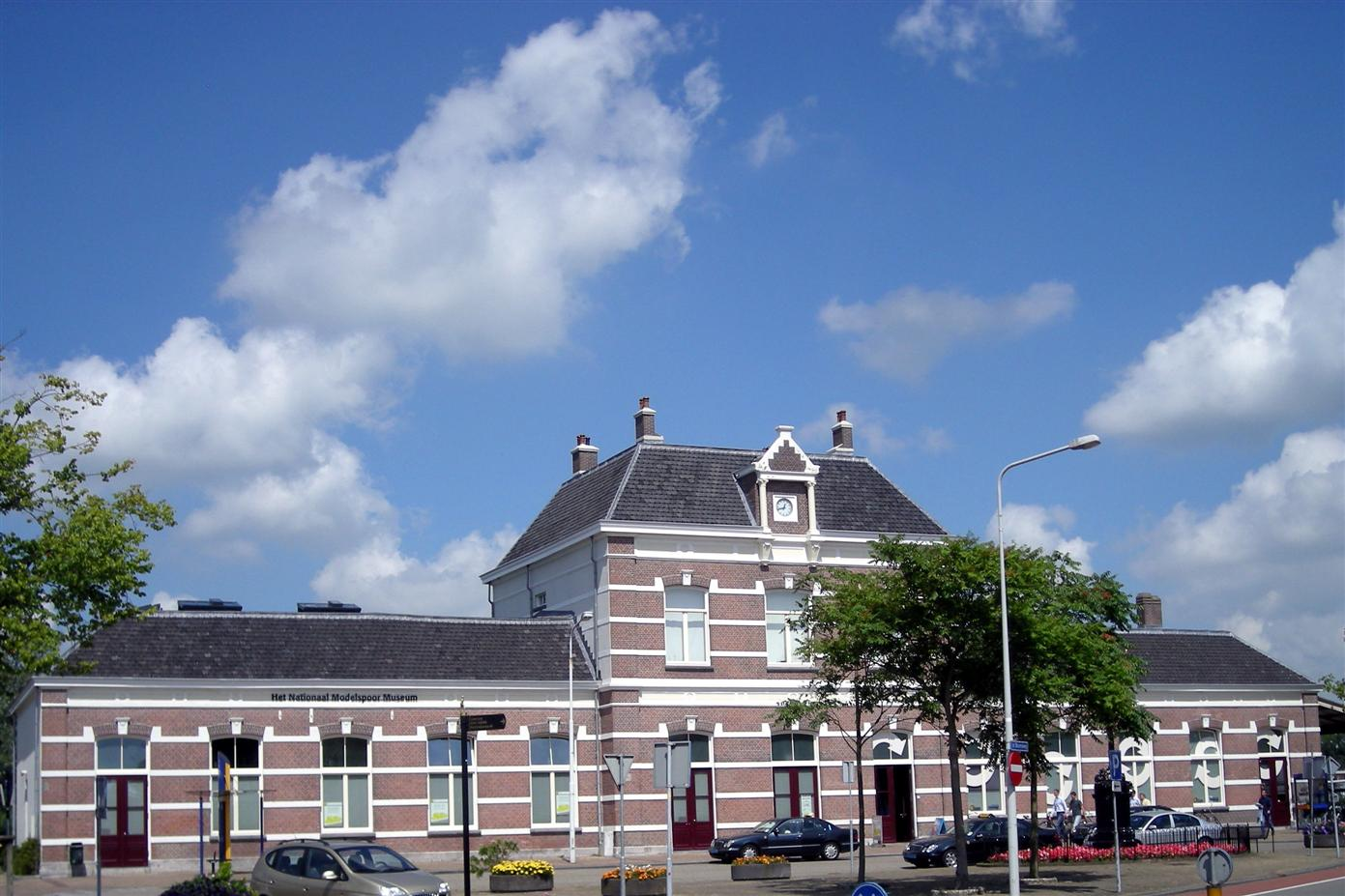
Залізнична станція у місті
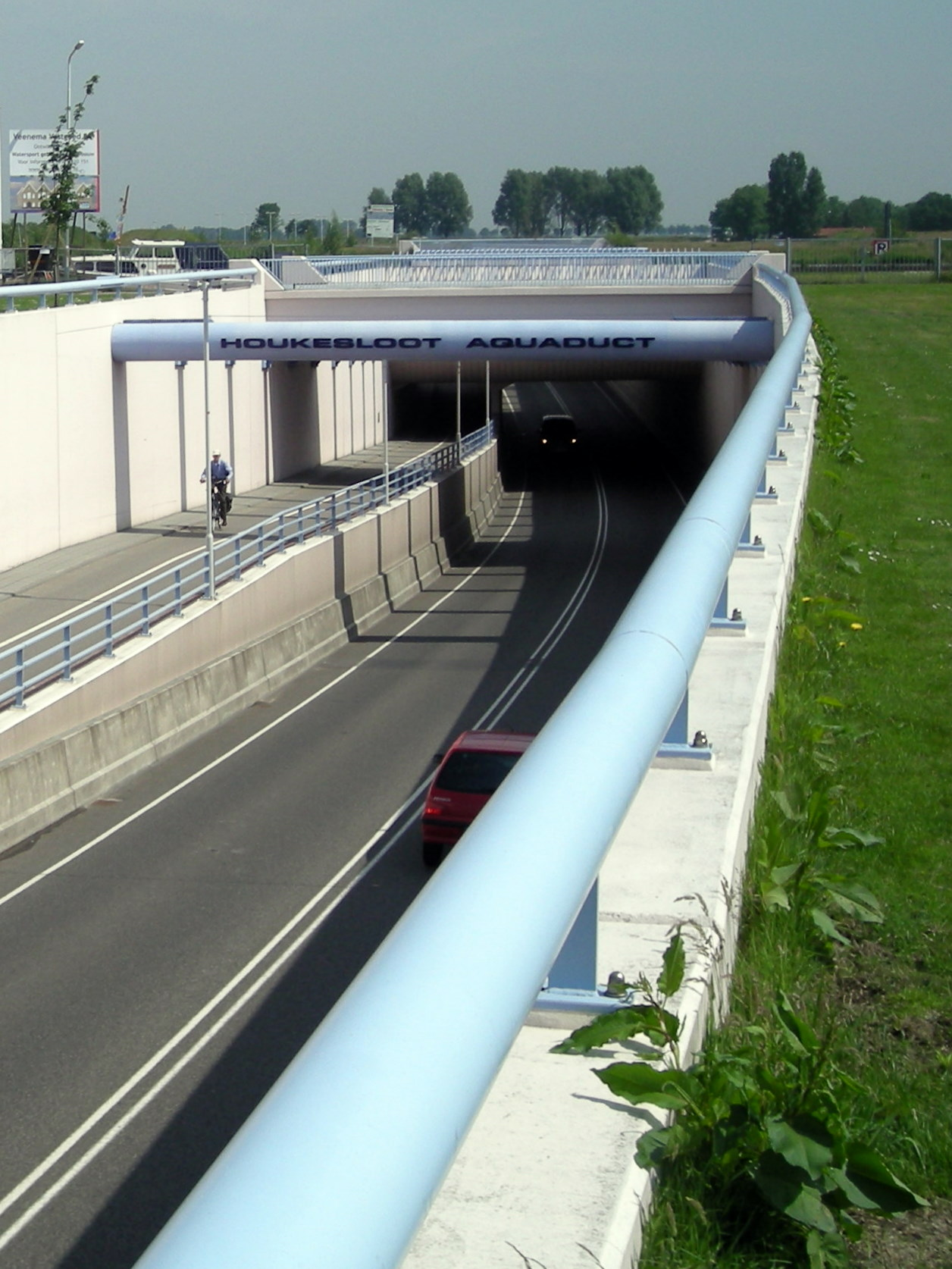
Акведук Houkesloot